# Portland (Iowa)
Portland è un census-designated place (CDP) degli Stati Uniti d'America, situato nello stato dell'Iowa, nella contea di Cerro Gordo.